# テラスモール松戸
テラスモール松戸（テラスモールまつど）は、千葉県松戸市にある複合商業施設である。事業主は住友商事で、子会社の住商アーバン開発が運営している。

## 概要
1969年（昭和44年）に開業し、2017年（平成29年）3月31日 をもって終了した松戸市公設地方卸売市場北部市場（略称 北部市場）の跡地にオープンした商業施設。フロアは各階ごとに個別のコンセプトを持つ。
- 1階 - 地域No.1の規模の食品ゾーンを核とした高頻度来館サポート
- 2階 - センスを刺激する、自分好みのトレンドスタイル

「けやきダイニング」と呼ばれるレストラン街がある。前のけやき通りが由来。
- 3階 - みんなが時間を忘れてモノ・コトを楽しめる、家族みんなの暮らしスタイル

「ケヤキッチン」と呼ばれるフードコートがある。
- 4階 - エリア唯一の大型シネマコンプレックス

2013年にシネマサンシャイン松戸が閉館して以来松戸市には映画館が無かったが、約7年ぶりの映画館『ユナイテッド・シネマ テラスモール松戸』がオープンした  。11スクリーンにIMAX、4DX、ScreenXを備えており、特にIMAXは千葉県初の4Kレーザー投影システム・12chサウンドシステムを導入した「IMAXレーザー」となる。

## 沿革
- 2019年（令和元年）10月25日 - 開業。当日は大雨のため屋外で行われる予定のオープンセレモニーは屋内に変更して行われた。
- 2020年（令和2年） 4月 - 新型コロナウイルス感染症流行の影響により、ユナイテッド・シネマが5月31日まで臨時休業[5]。

## アクセス

### 車
- 国道6号線下り → 小金消防署入口 右折 → けやき通り 右折

### バス
- 新松戸駅・新八柱駅・八柱駅より京成バス千葉ウエスト（旧：松戸新京成バス） 14系統「テラスモール松戸北口」下車
開業当初は新松戸駅と「テラスモール松戸」バス停を直行する便も設定されていたが、2023年2月28日に直行便および「テラスモール松戸」バス停が廃止。
- 北小金駅より京成バス千葉ウエスト 13系統「テラスモール松戸北口」下車
- 小金原団地・八ケ崎周辺を走る無料巡回バスも運行。